# Lilleø, Ærø kommun
Lilleø är en ö i Danmark.   Den ligger i Region Syddanmark, i den södra delen av landet, 160 km sydväst om Köpenhamn.